# Franz Xaver Nagl
Franz Xaver (Maria) kardinál Nagl, pokřtěn Franz Leopold, (26. listopadu 1855, Landstraße - 4. února 1913, Vídeň) byl rakouský římskokatolický duchovní a v letech 1911 a 1913 arcibiskup vídeňské arcidiecéze.
Na kněze byl vysvěcen 14. července 1878. Poté byl kaplanem v Astettnu. Dne 26. března 1902 byl jmenován biskupem diecéze Triest-Capo d’Istria a biskupské svěcení přijal až 15. června. Dne 1. ledna 1910 byl jmenován titulárním arcibiskupem v Týru a 27. listopadu 1911 se stal vídeňským arcibiskupem. Ve své funkci ale moc dlouho nezůstal a zemřel ani ne dva roky po svém jmenování.
Zařídil rekonstrukci sirotčince v ulici Boltzmangasse a je po něm ve Vídni pojmenováno náměstí.